# Theodor Radaković
Theodor Radaković (* 4. November 1895 in Graz; † 10. Januar 1938 in Wien) war ein österreichischer Mathematiker. Er war Professor an der Universität Graz.
Er war der Sohn von Michael Radaković und studierte nach dem Abitur 1913 am Staats-Gymnasium Czernowitz an der Universität Berlin, unterbrochen vom Wehrdienst im Ersten Weltkrieg. Ab 1918 setzte er sein Studium in Graz und Bonn fort, wo er 1921 bei Hans Hahn promoviert wurde (Über singuläre Integralgleichungen und Interpolationsformeln). Danach war er an der Universität Hamburg und später an der Technischen Hochschule Wien, wo er sich habilitierte und Privatdozent wurde. In dieser Zeit nahm Radaković gelegentlich an den Treffen des Wiener Kreises teil. 
Ab 1934 war er außerordentlicher Professor an der Universität Graz.
Teilweise mit Josef Lense schrieb er mehrere mathematische Artikel für das Handbuch der Physik von Geiger/Scheel.